# Eusandalum calabrum
Eusandalum calabrum är en stekelart som först beskrevs av Masi 1941.  Eusandalum calabrum ingår i släktet Eusandalum och familjen hoppglanssteklar. Inga underarter finns listade i Catalogue of Life.